# Coptis
Die Pflanzengattung Coptis, auch „Goldfaden“ genannt, gehört zur Familie der Hahnenfußgewächse (Ranunculaceae). Das Verbreitungsgebiet der etwa 10 bis 15 Arten liegt im östlichen Asien und Nordamerika. Einige Arten werden selten als Zierpflanzen verwendet und die medizinische Wirkung vieler Arten wurde untersucht.

## Beschreibung

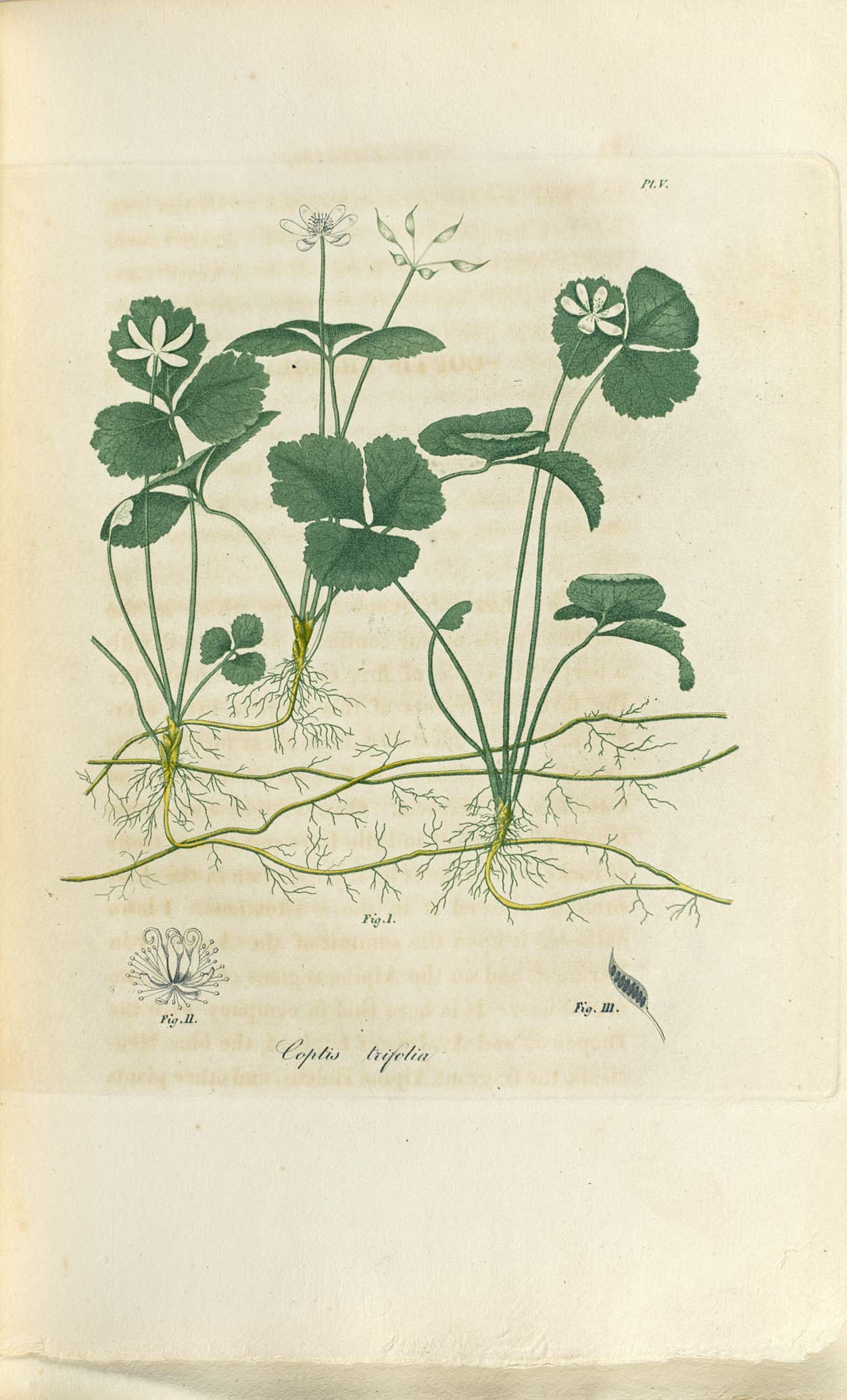
Illustration des Dreiblättrigen Goldfadens Coptis trifolia

### Erscheinungsbild und Laubblätter
Coptis-Arten wachsen als ausdauernde krautige Pflanzen. Sie bilden unterirdische, verzweigte, mit Durchmessern von 0,5 bis 2 Millimeter dünne, gelbe, orange bis hellbraune Rhizome als Überdauerungsorgane und manchmal Stolonen.
Es sind einige grundständige Laubblätter vorhanden. Der Blattstiel ist relativ lang. Die Blattspreite ist drei- bis fünfschnittig, ein- bis zweifach dreiteilig oder ein- bis zweifach gefiedert. Die eiförmigen bis dreieckigen Fiederblättchen sind gelappte bis geteilt mit scharf gezähnten oder gezähnten Rändern.

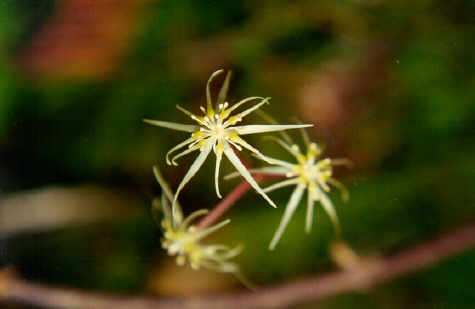
Ausschnitt des Blütenstandes mit Detailansicht der Blüten von Coptis occidentalis

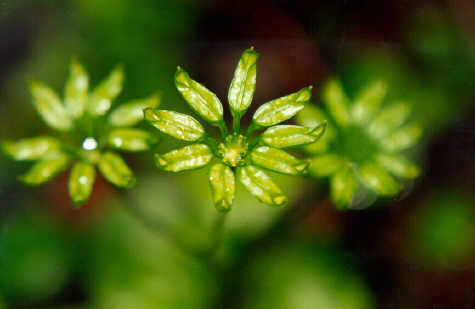
Sammelfrucht von Coptis occidentalis mit vielen gestielten Balgfrüchten

### Blütenstand und Blüten
Auf ein bis einigen aufrechten Blütenstandsschäften je Pflanze stehen endständige, monochasiale, zymöse Blütenstände, die erst eine Länge von bis zu 3 Zentimeter aufweisen, sich bis zur Fruchtreife auf bis zu 9 Zentimeter verlängert und meist ein bis vier Blüten enthalten. Tragblätter sind keine vorhanden.
Die relativ kleinen Blüten sind radiärsymmetrisch. Bei Coptis trifoliata sind alle Blüten zwittrig, aber bei den anderen Arten sind neben zwittrigen Blüten auch funktional männliche vorhanden. Die meist fünf, selten bis zu acht weißen oder grünlich-gelben, oft kronblattartigen Kelchblätter sind flach und bei einer Länge von 4,2 bis 11 Millimeter lineal-lanzettlich, verkehrt-lanzettlich bis verkehrt-eiförmig oder elliptisch; sie sind manchmal genagelt. Die fünf bis zehn oder mehr freien genagelten Kronblätter sind grünlich und 2 bis 7 Millimeter lang und flach oder oben konkav. Die Kronblätter sind entweder keulenförmig mit einem Nektarium an seiner Spitz oder lineal mit einem Nektarium nahe seiner Basis. Es sind 10 bis 60 kahle, fertile Staubblätter vorhanden. Die Staubfäden sind dünn und die Staubbeutel sind breit elliptisch. Es sind keine Staminodien vorhanden. Die meist vier bis fünfzehn Fruchtblätter enthalten jeweils vier bis zehn Samenanlagen. Der haltbare Griffel ist kurz und zurückgekrümmt.

### Früchte und Samen
In einer doldenähnlichen Sammelfrucht stehen bis zu 15 Balgfrüchte zusammen. Die gestielten, länglichen bis ellipsoiden Balgfrüchte besitzen oft einen bis zu 4 mm langen, geraden oder oben hakigen Schnabel. Die hell- bis dunkelbraunen, glänzenden Samen sind ellipsoid und fast glatt, aber wirken oft runzelig.

### Chromosomen
Die Chromosomengrundzahl beträgt x = 9.

## Systematik und Verbreitung
Die Gattung Coptis wurde 1807 durch Richard Anthony Salisbury in Transactions of the Linnean Society of London 8, S. 305 aufgestellt. Als Lectotypus wurde 1913 Coptis trifolia (L.) Salisb. durch N. L. Britton und A. Brown in An illustrated flora of the northern United States, Canada and the British possessions, 2. Auflage. 2, S. 88 festgelegt. Der Gattungsname Coptis leitet sich vom griechischen Wort kopto für Schneiden ab und bezieht sich auf die geteilten Laubblätter.
Die Gattung Coptis gehört zur einzigen Tribus Coptideae der Unterfamilie Coptidoideae innerhalb der Familie Ranunculaceae.
Die Gattung Coptis kommt im östlichen Asien und Nordamerika vor. In China sind sechs Arten und in Nordamerika vier Arten beheimatet. Coptis-Arten gedeihen in Gemäßigten bis Borealen Zonen der Nordhalbkugel.

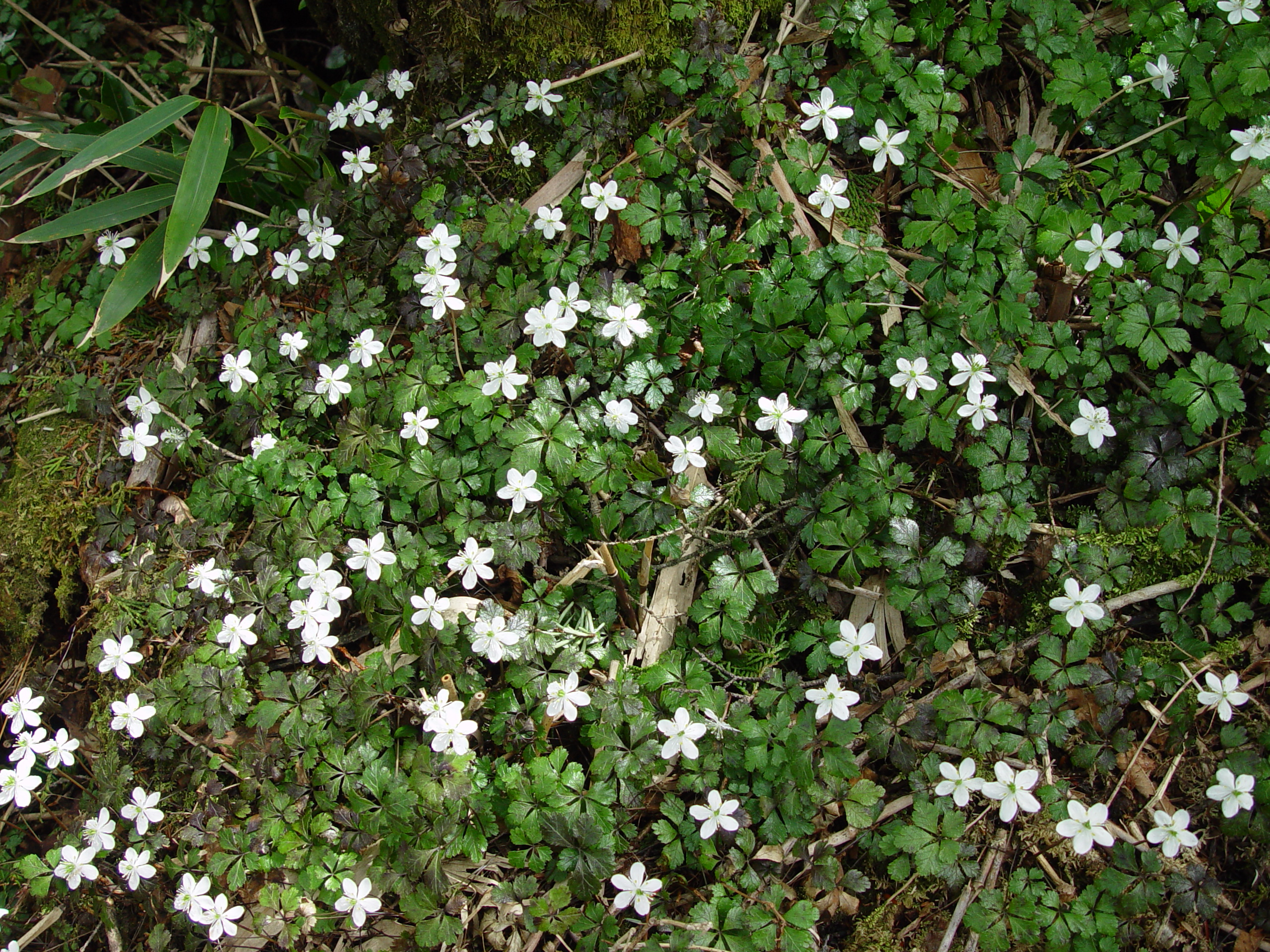
Habitus, Laubblätter und Blütenstände von Fünfblättriger Goldfaden (Coptis quinquefolia)

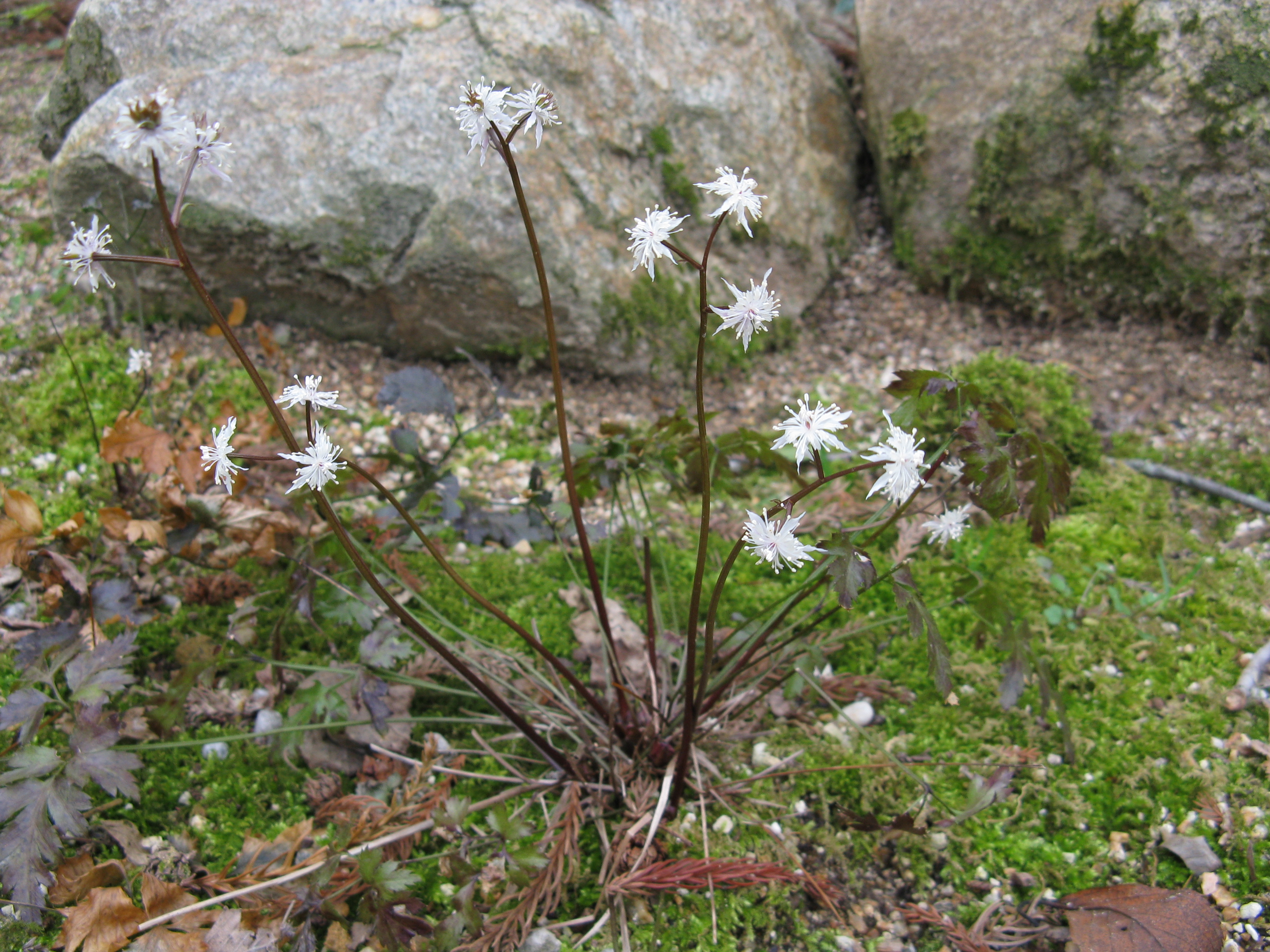
Habitus, Laubblätter und Blütenstände von Coptis japonica

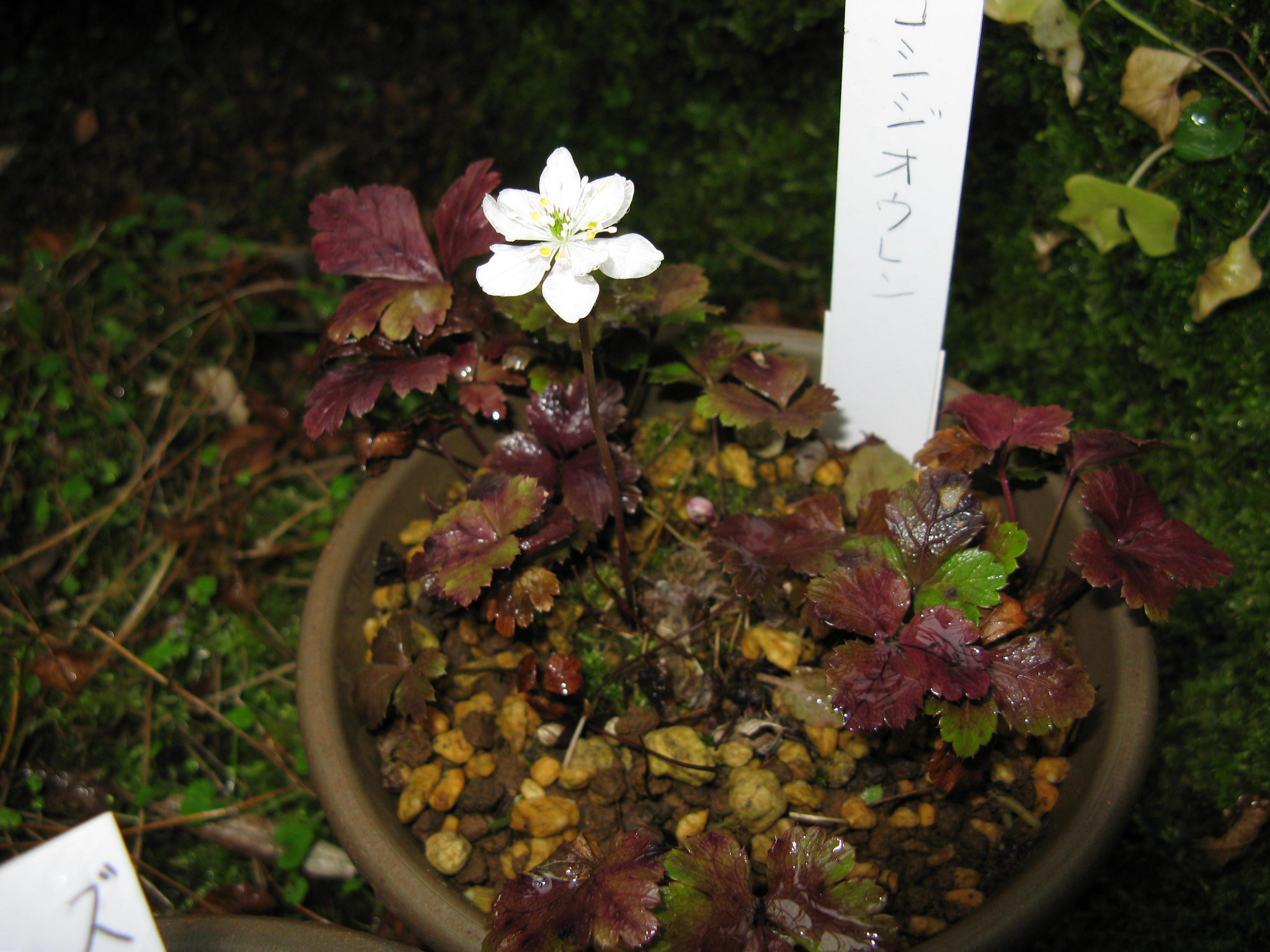
Habitus, Laubblätter und Blütenstände von Coptis trifoliolata

Die Gattung Coptis enthält etwa 10 bis 15 Arten:
- Streifenfarnblättriger Goldfaden (Coptis aspleniifolia Salisb.): Er gedeiht in feuchten Kiefernwäldern, Sickerstellen und Mooren in Höhenlagen zwischen 0 und 1500 Meter in British Columbia, Alaska und Washington.
- Chinesischer Goldfaden (Coptis chinensis Franch.): Die zwei Varietäten gedeihen in Wäldern sowie schattigen Standorten in Tälern in Höhenlagen zwischen 500 und 2000 Metern in den chinesischen Provinzen südliches Anhui, Fujian, nördliches Guangdong, nördliches Guangxi, Guizhou, Hubei, Hunan, südliches Shaanxi, Sichuan und Zhejiang.
- Coptis deltoidea C.Y.Cheng & P.K.Hsiao: Dieser Endemit gedeiht in Wäldern in Höhenlagen zwischen 1600 und 2000 Metern im westlichen Sichuan nur in Emeishan und in Hongya.
- Japanischer Goldfaden (Coptis japonica (Thunb.) Makino, Syn.: Coptis anemonifolia Sieb. & Zucc., Coptis anemonifolia var. dissecta Yatabe, Coptis brachypetala Sieb. & Zucc., Coptis brachypetala var. major Miq., Coptis japonica var. anemonifolia (Sieb. & Zucc.) H.Ohba, Coptis japonica var. dissecta (Yatabe) Nakai ex Satake, Coptis japonica var. major (Miq.) Satake, Coptis japonica f. viridiflora Honda ex Kadota, Coptis occidentalis var. japonica Huth, Coptis orientalis Maxim.): Er kommt mindestens in drei Varietäten in Japan vor.
- Coptis laciniata A.Gray: Sie gedeiht in feuchten Wäldern, Flussufern, Sickerstellen und feuchten Felswänden im Küstengebirge in Höhenlagen zwischen 500 und 2000 Metern in Kalifornien, Oregon und Washington.
- Coptis minamitaniana Kadota: Sie wurde 2004 beschrieben und kommt nur auf der japanischen Insel Kyushu vor.[3]
- Coptis occidentalis (Nutt.) Torr. & A.Gray: Sie gedeiht in feuchten Kiefernwäldern in Höhenlagen zwischen 500 und 2000 Metern in Idaho, Montana und Washington.
- Coptis omeiensis (C.Chen) C.Y.Cheng: Sie gedeiht an Felswänden und Felsspalten in Höhenlagen zwischen 1000 und 1700 Meter in den chinesischen Provinzen Henan und westlichen Sichuan (Emeishan und angrenzenden Gebieten).
- Fünfblättriger Goldfaden (Coptis quinquefolia Miq., Syn.: Coptis morii Hayata, Coptis quinquefolia var. pedatoquinquefollia Koidz., Coptis quinquefolia f. ramosa Makino, Coptis quinquefolia var. ramosa (Makino) Ohwi, Coptis ramosa (Makino) Tamura): Er gedeiht in Wäldern in Taiwan und Japan.
- Coptis quinquesecta (W.T.Wang): Dieser Endemit gedeiht in dichten Wäldern in Höhenlagen zwischen 1700 und 2500 Metern im südöstlichen Yunnan, nur im autonomen Kreis Jinping.
- Yunnan-Goldfaden (Coptis teeta Wall., Syn.: Coptis teetoides C.Y.Cheng): Er gedeiht in immergrünen Lorbeerwäldern in Höhenlagen zwischen 1500 und 2300 Metern nur im nordwestlichen Yunnan (Autonomer Kreis Gongshan) und südöstliches Tibet.
- Dreiblättriger Goldfaden (Coptis trifolia (L.) Salisb., Syn.: Helleborus trifolius L., Anemone groenlandica Oeder, Coptis groenlandica (Oeder) Fernald, Coptis trifolia subsp. groenlandica (Oeder) Hultén, Coptis trifolia var. groenlandica (Oeder) Fassett): Er gedeiht in feuchten bis mäßig feuchten Nadel- und Mischwäldern, Sümpfen, Weidengebüschen und in der Tundra, oft gemeinsam mit Moosen, in Höhenlagen zwischen 0 und 1500 Metern im östlichen Eurasien, in Grönland sowie Saint-Pierre und Miquelon, und in Kanada: Alberta, British Columbia, Manitoba, New Brunswick, Neufundland und Labrador, Nordwest-Territorien, Nova Scotia, Ontario Prince Edward Island, Québec sowie Saskatchewan, und in den US-Bundesstaaten: Alaska, Connecticut, Indiana, Maine, Maryland, Massachusetts, Michigan, Minnesota, New Hampshire, New Jersey, New York, Ohio, Pennsylvania, Rhode Island, Vermont, West Virginia sowie Wisconsin.
- Coptis trifoliolata (Makino) Makino (Syn.: Coptis oligodonta (Maek.) Satake, Coptis quinquefolia var. stolonifera Makino, Coptis quinquefolia var. trifoliolata Makino, Coptis trifoliolata var. oligodonta Maek.): Sie kommt in Japan vor.[4]

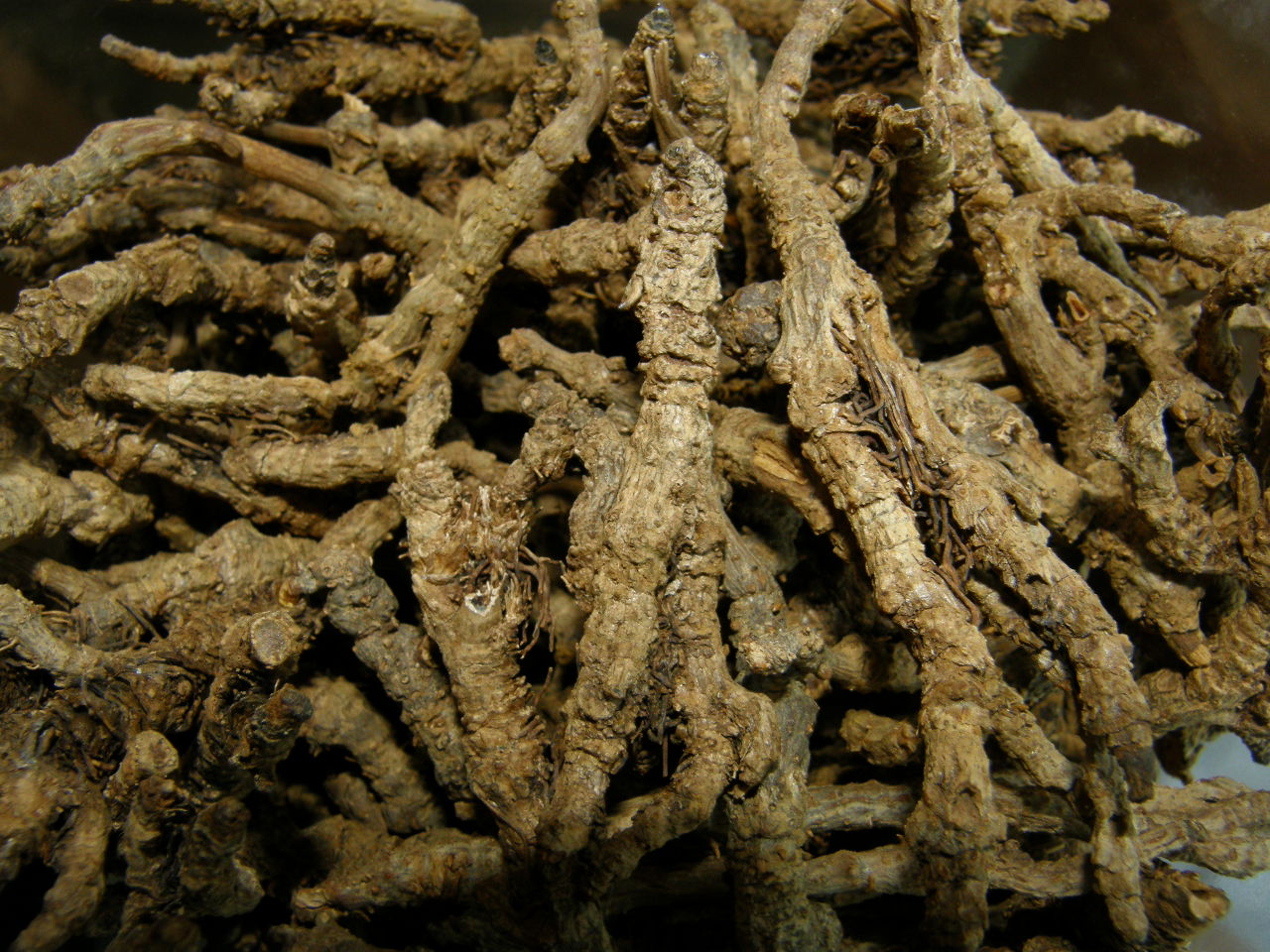
Getrocknete Rhizome von Coptis japonica

## Nutzung
Einige Arten werden selten als Zierpflanzen in Gärten in Steingärten und Moorbeeten verwendet, sie sind sogenannte Bodendecker.
Die unterirdischen Pflanzenteile einiger Arten werden als Droge verwendet. Die medizinischen und kosmetischen Wirkungen wurden untersucht. Aus den unterirdischen Pflanzenteilen von Coptis chinensis und Coptis occidentalis wird ein gelber Farbstoff gewonnen. Coptis trifolia wurde als Geschmacksstoff und Farbstoff für Getränke verwendet und alle Pflanzenteile sollen gegessen worden sein, dazu ist die Giftigkeit zu beachten.
Coptis chinensis und Coptis teeta werden in der traditionellen chinesischen Medizin verwendet.